# Crown Point, New York

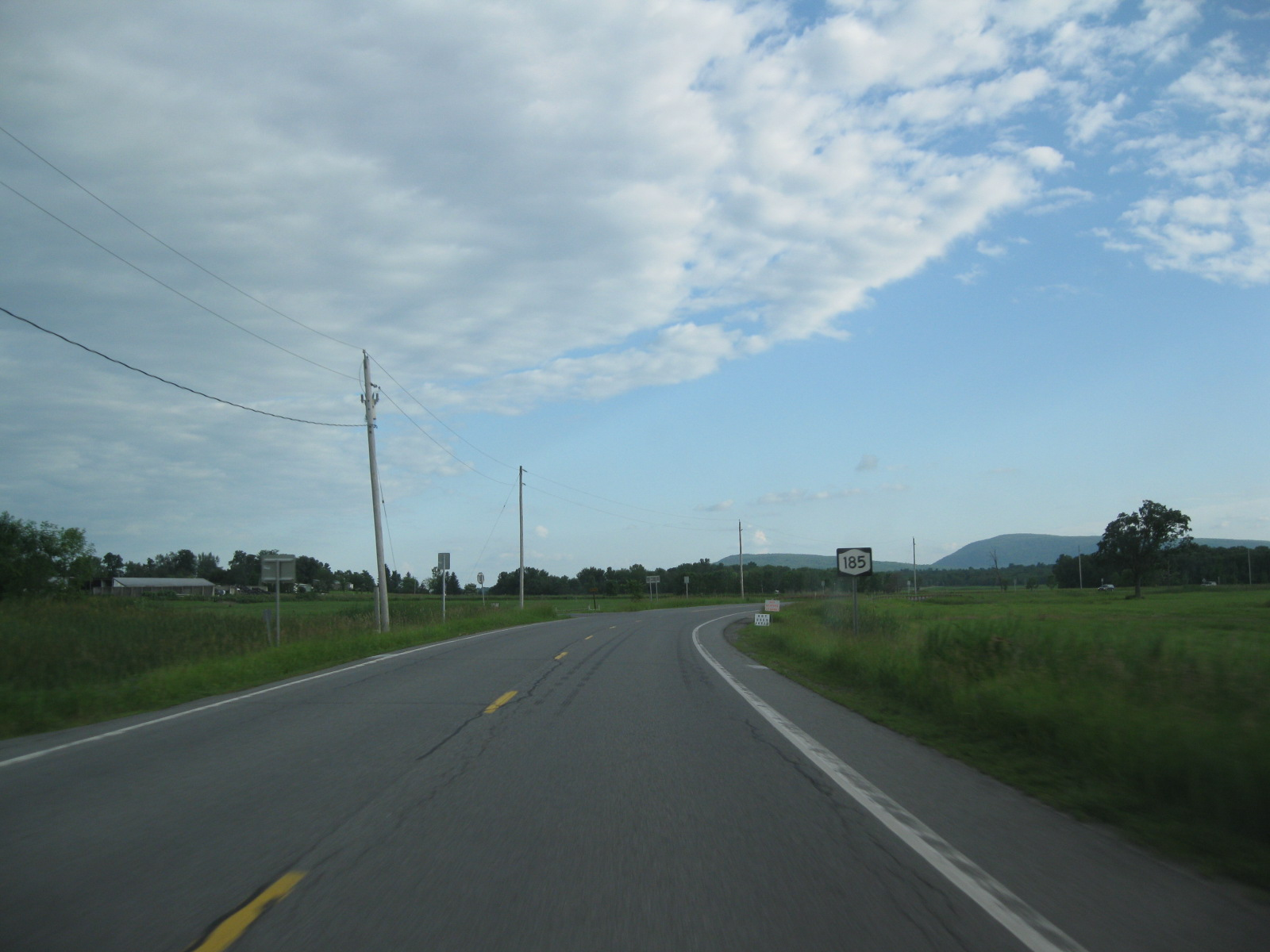
Vy från Crown Point.

Crown Point är en kommun (town) i Essex County, New York.

## Storlek
Kommunen hade 2 119 invånare vid folkräkningen 2000. Dess area var 212 km².